# Myriopathidae
Myriopathidae Opresko, 2001 è una famiglia di esacoralli dell'ordine Antipatharia.

## Descrizione
La famiglia comprende coralli coloniali che, come tutti gli antipatari, hanno un esoscheletro non calcareo, formato da materiale proteico flessibile. Le colonie possono essere monopodiali o ramificate, caratterizzate dalla presenza, sulle ramificazioni principali, di spine di forma variabile. I polipi misurano da 0,5 a 1 mm di diametro e possiedono 6 corti tentacoli dalla punta arrotondata.

## Biologia
Al pari degli altri antipatari le specie di questa famiglia sono sempre state considerate azooxantellate, cioè prive di zooxantelle simbionti. Recenti studi hanno permesso di dimostrare, almeno in una specie della famiglia (Myriopathes ulex) la presenza di zooxantelle del genere Symbiodinium.

## Distribuzione e habitat
La famiglia è diffusa sia nell'oceano Atlantico  che nell'Indo-Pacifico. Un'unica specie, Antipathella subpinnata, è presente nel Mediterraneo.

## Tassonomia
La famiglia comprende i seguenti generi:
- Antipathella Brook, 1889
- Cupressopathes Opresko, 2001
- Myriopathes Opresko, 2001
- Plumapathes Opresko, 2001
- Tanacetipathes Opresko, 2001

### Alcune specie

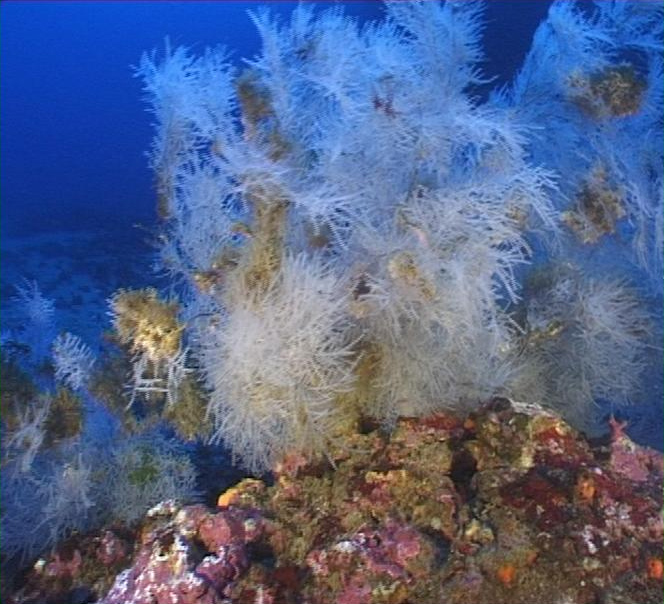
Antipathella subpinnata
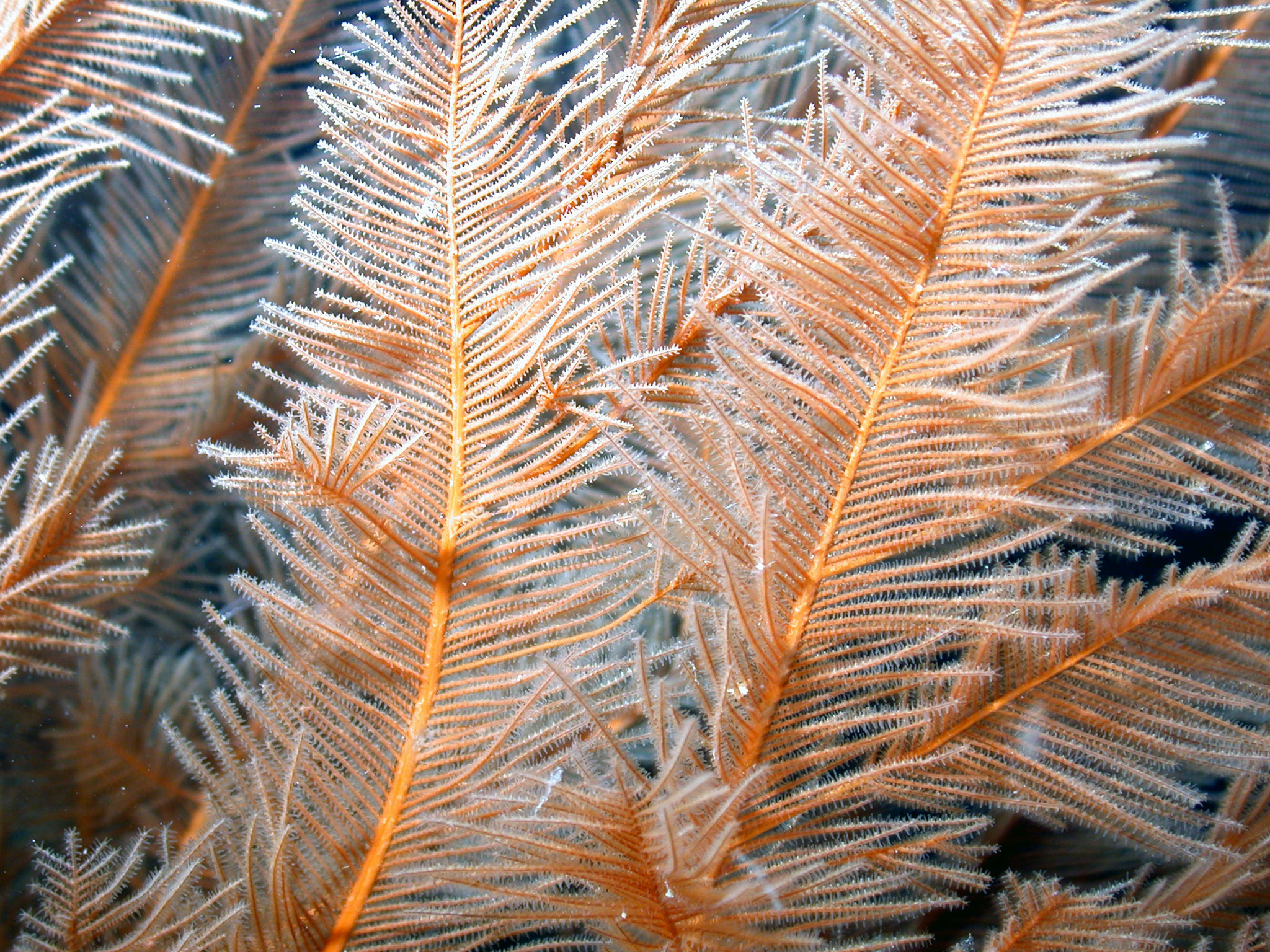
Plumapathes pennacea